# Acro Sport I
O Acro Sport I é um avião monoposto biplano aerobático esportivo desenvolvido pelo entusiasta estadunidense Paul Poberezny no início da década de 1970 para construção caseira. Os planos de construção foram comercializados pela empresa Acro Sport Inc.
O avião é uma aeronave de fuselagem curta biplana com trem de pouso convencional clássico com carenagem, tipicamente construído com cockpit aberto, a estrutura é tubular coberta por lona e empenagem em madeira.